# Церковь Казанской иконы Божией Матери (Тарасково)
Церковь Казанской иконы Божией Матери (Казанская церковь) — православный храм в деревне Тарасково городского округа Кашира Московской области. Входит в состав Каширского благочиния Коломенской епархии Русской православной церкви.
Расположена на территории усадьбы Тарасково, известной с 1750 года. От прежнего усадебного ансамбля осталась лишь Казанская церковь и руины усадебного дома.

## История
Первоначально владелицей усадьбы была помещица А. А. Хрущева. С 1770-х годов имение принадлежало надворному советнику Николаю Дмитриевичу Колтовскому, в первой половине XIX века — семейству Бобарыкиных: с 1830 года — подполковнице Марии Дмитриевне Бобарыкиной, с 1883 по 1874 год — губернскому секретарю Владимиру Михайловичу Бобарыкину.
В Терасково в конце XVII века существовала деревянная церковь. В 1780 году Н. Д. Колтовский построил ныне существующую каменную церковь в честь Казанской иконы Божией Матери. В 1884 году к храму, имевшему крестообразную форму, была пристроена новая трапезная с приделом во имя Архистратига Михаила и колокольня. В 1892 году в храме был отреставрирован иконостас, в 1894 году при нём открыли церковноприходскую школу.
Пережив Октябрьскую революцию, храм Казанской иконы Божией Матери был закрыт в советские годы гонения на церковь — внутреннее убранство разграблено, колокольня разрушена до основания, и много десятилетий находился в заброшенном состоянии, разрушаясь. После распада СССР, 25 октября 1991 года, была образована новая община верующих, и началось восстановление храма. К концу 2000-х годов здание церкви было отремонтировано, но в упрощённом архитектурном виде, в частности, у храма отсутствуют колокольня и трапезная.
В настоящее время церковь Казанской иконы Божией Матери является действующей, её настоятелем является иеромонах Амвросий (Симановский).